# Erhard John
Erhard John (* 14. Oktober 1919 in Gablonz an der Neiße, Tschechoslowakei; † 29. Juli 1997 in Annaberg-Buchholz) war ein deutscher Kulturwissenschaftler und Ästhetiker.

## Leben
Von 1925 bis 1930 besuchte er die Volksschule in Gablonz und von 1930 bis 1938 das Gymnasium in Böhmisch-Leipa, wo er auch die Reifeprüfung ablegte. Am 9. Januar 1939 – und damit nach der Abtrennung des Sudetenlandes von der Tschechoslowakei – trat er seinen Wehrdienst in Meißen-Zaschendorf bei der dortigen Nachrichtenabteilung 44 an. Danach Teilnahme am Polen- und Frankreich-Feldzug, in den Jahren 1941 bis 1942 Studienurlaub zum Besuch der Deutschen Karls-Universität in Prag (Deutsche Philologie und Geschichte). Nach „Kriegsgefangenschaft in der Sowjetunion, Neulehrereinsatz im Erzgebirge und Tuberkulose-Erkrankung kehrte er 1951 zunächst als Assistent an die Sächsische Landesvolkshochschule in Meißen-Siebeneichen zurück.“ Von 1952 bis 1954 absolvierte er ein Fernstudium an der Parteihochschule „Karl Marx“ in Kleinmachnow. Nach der Promotion am 28. November 1956 zum Dr. phil. an der Philosophischen Fakultät der Humboldt-Universität bei Georg Klaus und Hermann Scheler, der Habilitation am 4. November 1961 zum Dr. phil. habil. an der Philosophischen Fakultät der KMU Leipzig bei Klaus Zweiling, Rugard Otto Gropp, Hans Beyer und Johannes Jahn und der Promotion B 1973 zum Dr. sc. phil. durch Beschluss des Senats der KMU Leipzig war er dort von 1964 bis 1969 Professor mit Lehrauftrag für Allgemeine Kunstwissenschaften und von 1969 bis 1985 ordentlicher Professor für Ästhetik und Kulturtheorie. Die Emeritierung erfolgte 1985.

## Ehrungen
- 1951: Medaille für ausgezeichnete Leistungen
- 1959: Ehrenurkunde der Karl-Marx-Universität
- 1960: Medaille für ausgezeichnete Leistungen
- 1962: Johannes-R.-Becher-Medaille (Silber); Medaille für ausgezeichnete Leistungen; Dr.-Theodor-Neubauer-Medaille (Bronze); Verdienstmedaille der DDR; Verdienstmedaille der Nationalen Volksarmee; Fritz-Heckert-Medaille; Ehrenurkunde der Urania; Hermann-Duncker-Medaille
- 1980: Vaterländischer Verdienstorden (Bronze)[4]

## Schriften
- Im Heute ist das Gestern lebendig : zu historisch bedingten kulturell-geistigen Elementen nationaler Konfliktpotentiale in Ost- und Südosteuropa (Texte zur politischen Bildung, Bd. 26). Leipzig 1998, Rosa-Luxemburg-Stiftung-Sachsen e.V., ISBN 3-92999-498-4